# Fondazione cinese per il controllo dei narcotici
La Fondazione Cinese per il Controllo dei Narcotici (国家禁毒委员会S, guójiā jìndú wĕiyuánhuìP) è associazione no-profit per la prevenzione delle tossicodipendenze controllata dal governo della Repubblica Popolare Cinese.
La Fondazione nasce il 28 aprile 1999, con un capitale - versato dal Consiglio di Stato - pari a 500.000.000 di Renminbi.
La Fondazione ha principalmente compiti di propaganda e di mobilitazione della società civile. Diffonde le linee politiche determinate dalla Commissione Statale per il Controllo dei Narcotici e dal Ministero della Pubblica Sicurezza. A tal fine organizza varie attività che vedono il coinvolgimento della popolazione, quali manifestazioni, raccolte di fondi e mostre.
Rappresentante legale e direttore della Fondazione è l'ex Ministro della Pubblica Sicurezza Tao Siju. Il segretario generale è Chen Xufu. Vicedirettori sono Zhang Shi'ai, ex Rettore dell'Accademia della Polizia Armata del Popolo, e Liu Zhimin, ex funzionario dell'Ufficio Antidroga del Ministero della Pubblica Sicurezza. Zhang è inoltre Segretario dell'Ufficio Generale della Fondazione, mentre Chen Xingyou ne è il vicesegretario.